# Петршик, Карел
Карел Вацлав Петршик (чеш. Karel Václav Petřík; 16 августа 1885, Нездице, Богемия, Австро-Венгрия (ныне Пльзень-юг, Пльзеньский край, Чехия) — 8 июля 1957, Прага) — чехословацкий военный деятель, бригадный генерал. Почётный гражданин Праги (2014).

## Биография
До начала мировой войны служил в русской армии. Один из первых офицерских кадров будущей чехословацкой армии. Подпоручик 3-й роты Чешской дружины.
Участник Первой мировой войны. После окончания войны служил в чехословацкой армии, во время мюнхенского кризиса командовал охраной границ от Аша до Теплице. В отставку вышел 1 января 1940 года.
Во время Второй мировой войны принимал активное участие в сопротивлении, после 1948 года ненадолго находился в заключении. Скончался в 1957 году.

## Награды
- Орден Святой Анны З степени
- Орден Святого Станислава 2 и 3 степени
- Орден Святого Владимира 4 степени
- Орден Святого Георгия 4 степени
- Военный крест (Франция)
- Орден Почётного легиона
- Орден Сокола (Чехословакия)
- Чехословацкий Военный крест (1918)
- Чехословацкая медаль Победы
- Крест «За военные заслуги» (Италия)
- Чехословацкая революционная медаль
- Чехословацкий Военный крест (1939)
- 29 апреля 2014 года генералу Петржику было присвоено почётное гражданство Праги.